# Käte Hoch
Pour les articles homonymes, voir Hoch.
Käte Hoch, née Katharina Krescence Schöller le 31 août 1873 à Zwiesel et morte le 31 mai 1933 à Munich, est une peintre allemande.

## Biographie
Après la mort prématurée de ses parents, Käte Hoch part vivre chez des proches à Munich, où elle fréquente l'Académie de femmes de Munich (de) de 1891 à 1894. Vers 1900, elle voyage à Paris. Elle y rencontre l'architecte suisse Max Nippell, qu'elle épouse et avec qui elle a trois enfants. En France, elle rencontre Henri de Toulouse-Lautrec et fréquente l'Académie Julian. Vers 1904, Käte Hoch retourne à Munich. Elle divorce de son premier mari et épouse l'acteur et metteur en scène Rudolf Hoch (de) en 1905. À partir de 1906, Käte Hoch dirige sa propre école de peinture et de dessin à Munich. Elle expose ses œuvres lors d'expositions à la Sécession de Munich et à l'Association des Arts de Munich. Elle a également initié elle-même des expositions. En 1929, Käte Hoch illustre les Kalendergeschichten d'Oskar Maria Graf.
À l'arrivée au pouvoir des nazis en février 1933, une troupe SA prend d'assaut son appartement et son atelier à Schwabing, détruisant la plupart de ses œuvres.
Le Lenbachhaus de Munich possède des œuvres de Käte Hoch. Elle est rattachée à la Nouvelle objectivité.
En 2020, à la suite de la donation de son arrière-petite-fille, le musée Waldmuseum de Zwiesel propose l'exposition Entre art et rébellion.

## Galerie

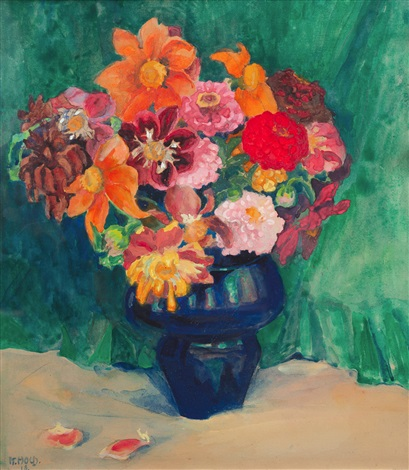
Gartenblumen, 1918
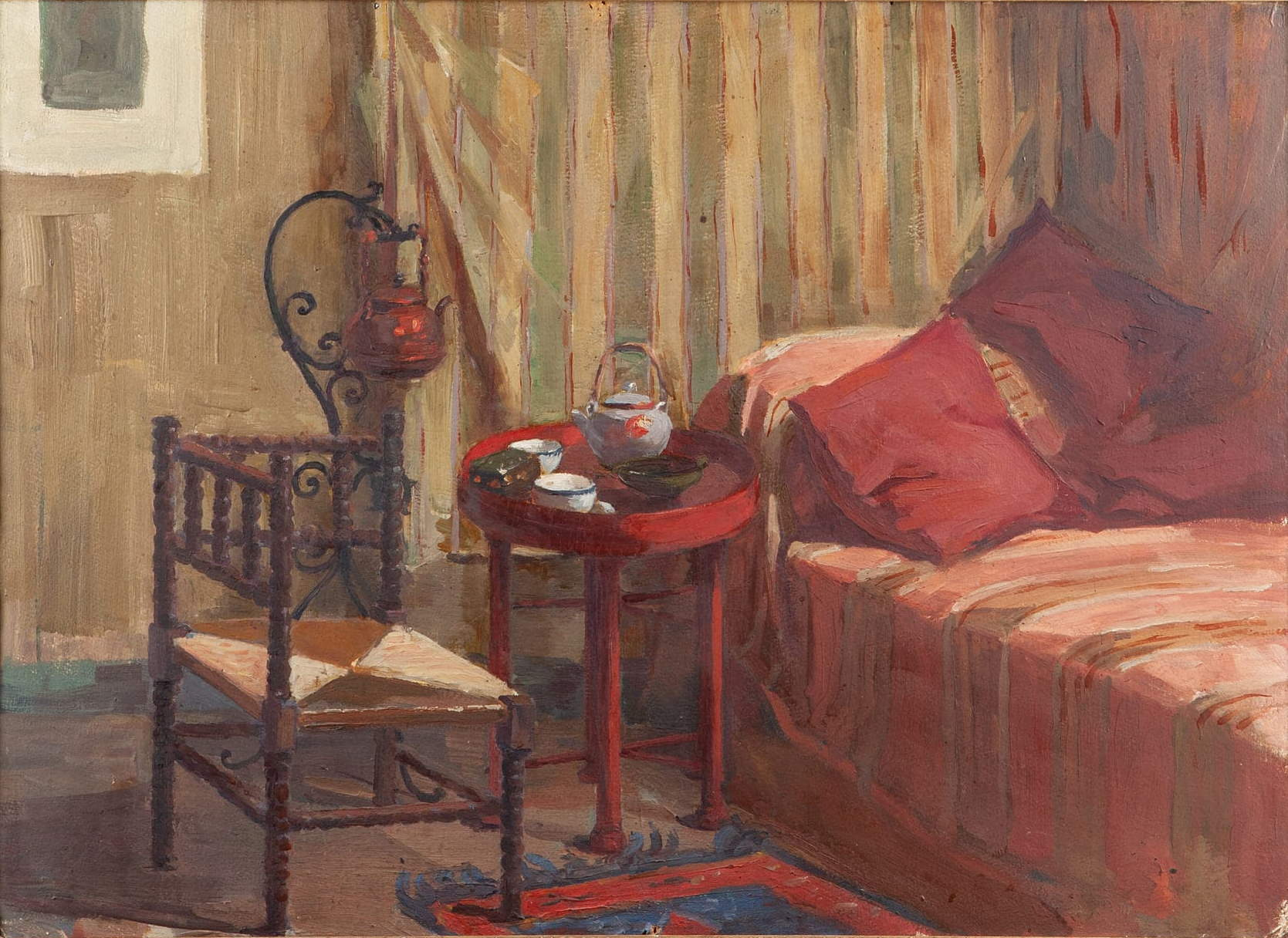
Intérieur, 1925, Waldmuseum Zwiesel
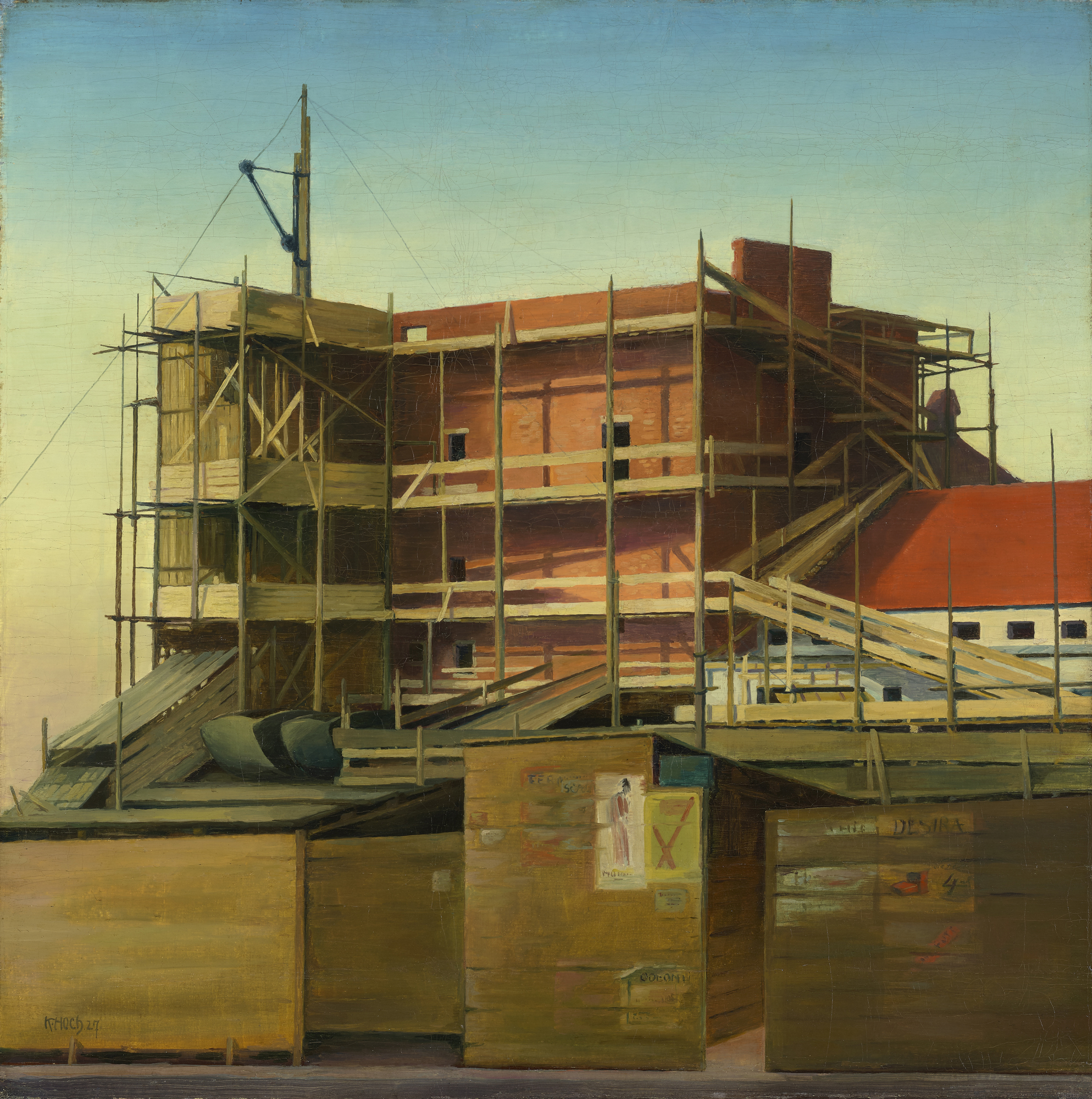
Nouveau bâtiment, 1927, Lenbachhaus, Munich
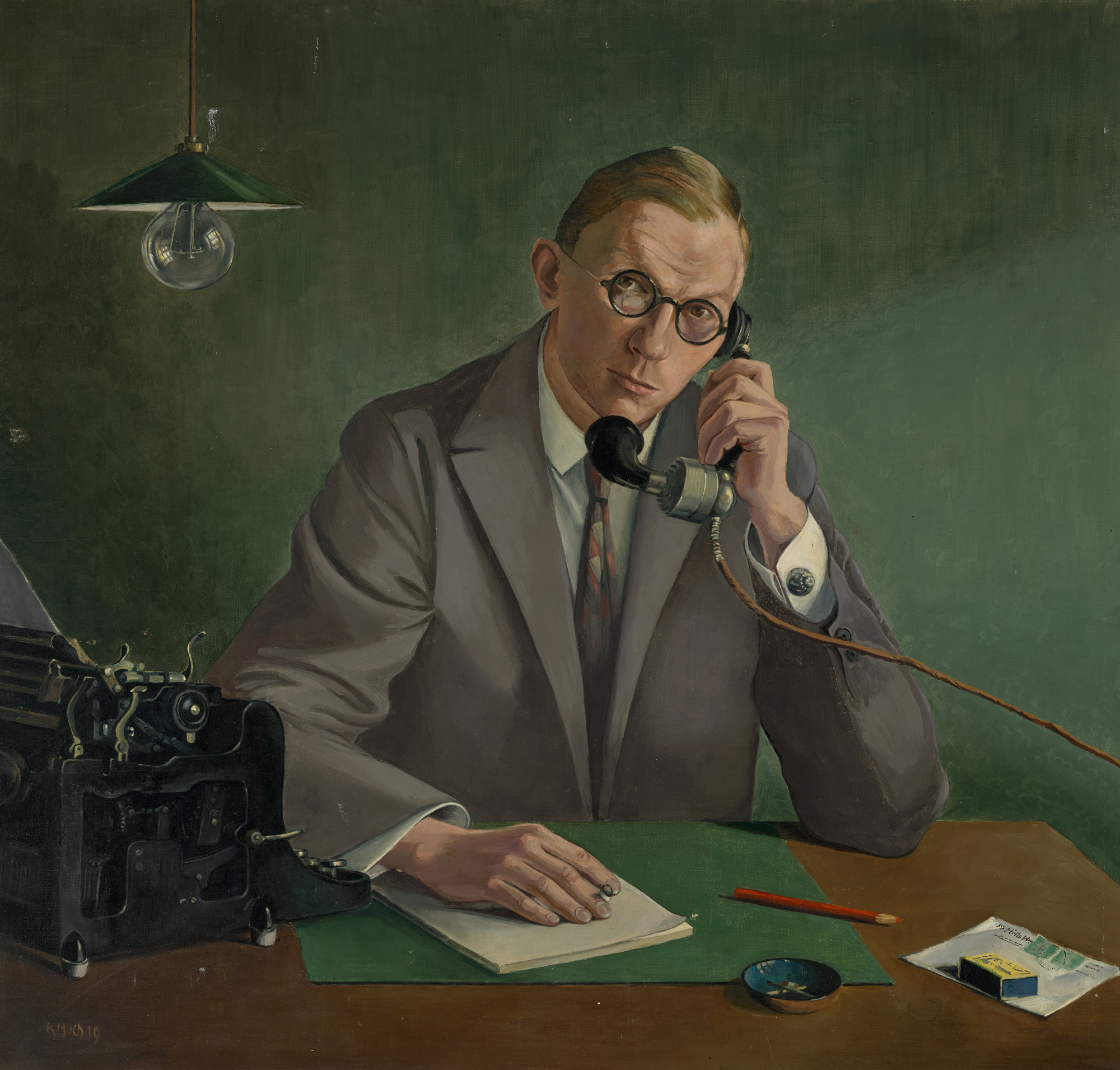
Dr. Erich Müller-Kamp, 1929, Lenbachhaus
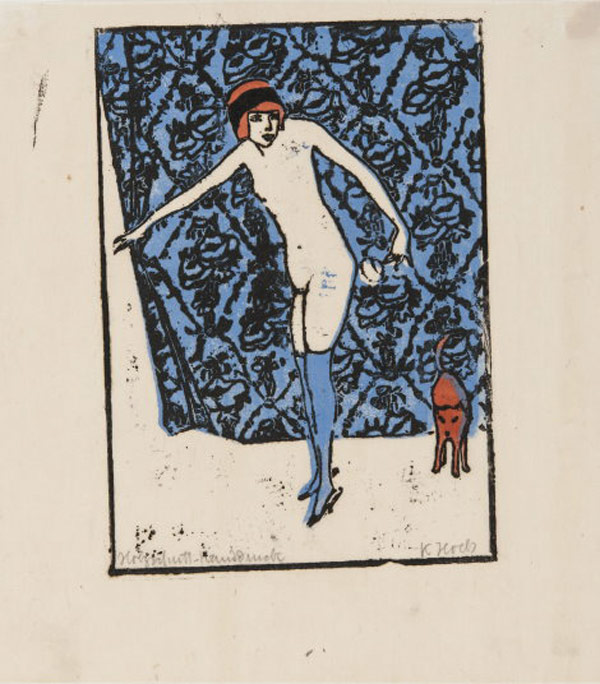
Nu devant un rideau bleu, avant 1933, Sammlung Felix Häberle
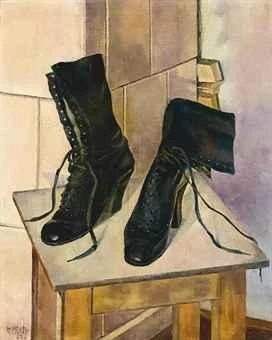
Bottines, 1929